# Aiga Grabuste
Aiga Grabuste (* 24. März 1988 in Rēzekne, Lettische SSR) ist eine lettische Weitspringerin und ehemalige Siebenkämpferin.

## Sportliche Laufbahn
2005 belegte sie bei den Jugendweltmeisterschaften in Marrakesch mit 4376 Punkten den 27. Platz. In ihren Juniorenkarriere nahm Aiga Grabuste an den Juniorenweltmeisterschaften in Peking teil und wurde dort mit 5443 Punkten Neunte. Bei den Junioreneuropameisterschaften in Hengelo 2007 gewann sie mit 5920 Punkten die Goldmedaille und setzte sich mit knapp 200 Punkten klar gegen ihre ärgste Widersacherin, Eliška Klučinová, durch. Zudem qualifizierte sie sich für die Weltmeisterschaften in Osaka, bei denen sie den 17. Platz belegte. 2008 nahm sie an den Olympischen Spielen in Peking teil und wurde dort 19. 2009 gewann sie bei den U23-Europameisterschaften in Kaunas die Goldmedaille und stellte mit 6396 Punkten einen neuen Meisterschaftsrekord auf. Bei den Weltmeisterschaften in Berlin belegte sie diesmal den dreizehnten Platz.
2010 nahm sie im Fünfkampf an den Hallenweltmeisterschaften in Doha teil und wurde dort Achte. 2011 belegte sie bei den Halleneuropameisterschaften in Paris den zehnten Rang, wie auch bei den Weltmeisterschaften in Daegu im Sommer. 2012 feierte sie ihren größten Erfolg mit dem Gewinn der Bronzemedaille bei den Europameisterschaften in Helsinki hinter ihrer Landsfrau Laura Ikauniece. Bei den Olympischen Spielen in London konnte sie aufgrund einer Verletzung den Wettkampf nicht beenden.
Aufgrund mehrerer Verletzungen konnte sie 2013 keine Wettkämpfe mehr bestreiten und spezialisierte sich auf den Weitsprung. 2014 wurde sie in Zürich bei den Europameisterschaften Fünfte. 2015 erfolgte die Teilnahme an den Halleneuropameisterschaften in Prag, bei denen sie im Finale den achten Platz belegte. Sie nahm auch an den Weltmeisterschaften in Peking teil, schied dort aber mit 6,48 m in der Qualifikation aus. 2016 erfolgte die Teilnahme an den Europameisterschaften in Amsterdam, bei denen sie in der Qualifikation ohne einen gültigen Versuch aufgeben musste.

## Persönliche Bestleistungen
- Weitsprung: 6,69 m, 9. Juni 2014 in Prag
  - Halle: 6,82 m, 8. Februar 2015 in Tiflis (Lettischer Rekord)
- Siebenkampf: 6507 Punkte, 17. Juli 2011 in Ratingen
  - Fünfkampf (Halle): 4463 Punkte, 8. Februar 2009 in Tallinn